# Perthshire
Perthshire (także Perth, gael. Siorrachd Pheairt) – hrabstwo historyczne w środkowej Szkocji, z siedzibą administracyjną w Perth.
Północno-zachodnia część hrabstwa znajdowała się w obrębie pasma górskiego Grampianów, południowo-wschodnia – na Nizinie Środkowoszkockiej. Do 1890 roku do hrabstwa należała niewielka eksklawa nad północnym brzegiem zatoki Firth of Forth, odseparowana przez hrabstwa Fife i Clackmannanshire. W 1887 roku hrabstwo zajmowało obszar 6547 km², a zamieszkane było przez 129 007 osób. W 1951 roku powierzchnia wynosiła 6458 km² (4. hrabstwo pod względem wielkości; 8,3% terytorium Szkocji), a liczba mieszkańców – 128 029 (2,5% całkowitej ludności Szkocji).
Od 1929 roku zarządzane było wspólnie z sąsiednim, dużo mniejszym, Kinross-shire. Zlikwidowane zostało w wyniku reformy administracyjnej w 1975 roku, a jego terytorium podzielone pomiędzy nowo powołane regiony administracyjne Tayside i Central. Współcześnie (od 1996 roku) jego terytorium niemal w całości znajduje się w granicach jednostek administracyjnych Perth and Kinross oraz Stirling.